# Heer Janszpolder ('s-Gravenpolder)
De Heer-Janszpolder is een polder in de gemeente Borsele op Zuid-Beveland, in de Nederlandse provincie Zeeland.
De Heer-Janszpolder is een oostelijke Zwakepolder die tussen 1347 en 1381 bedijkt werd. Hij dankt zijn naam aan de bedijker, Heer Jan van de Maalstede.
Tot 1959 vormde de Heer-Janszpolder samen met de Ooster-Zwakepolder, het Waterschap Ooster-Zwake. 